# Chien errant
 (mai 2024).
La mise en forme du texte ne suit pas les recommandations de Wikipédia : il faut le « wikifier ».
Les points d'amélioration suivants sont les cas les plus fréquents. Le détail des points à revoir est peut-être précisé sur la page de discussion.
- Les titres sont pré-formatés par le logiciel. Ils ne sont ni en capitales, ni en gras.
- Le texte ne doit pas être écrit en capitales (les noms de famille non plus), ni en gras, ni en italique, ni en « petit »…
- Le gras n'est utilisé que pour surligner le titre de l'article dans l'introduction, une seule fois.
- L'italique est rarement utilisé : mots en langue étrangère, titres d'œuvres, noms de bateaux, etc.
- Les citations ne sont pas en italique mais en corps de texte normal. Elles sont entourées par des guillemets français : « et ».
- Les listes à puces sont à éviter, des paragraphes rédigés étant largement préférés. Les tableaux sont à réserver à la présentation de données structurées (résultats, etc.).
- Les appels de note de bas de page (petits chiffres en exposant, introduits par l'outil «  Source ») sont à placer entre la fin de phrase et le point final[comme ça].
- Les liens internes (vers d'autres articles de Wikipédia) sont à choisir avec parcimonie. Créez des liens vers des articles approfondissant le sujet. Les termes génériques sans rapport avec le sujet sont à éviter, ainsi que les répétitions de liens vers un même terme.
- Les liens externes sont à placer uniquement dans une section « Liens externes », à la fin de l'article. Ces liens sont à choisir avec parcimonie suivant les règles définies. Si un lien sert de source à l'article, son insertion dans le texte est à faire par les notes de bas de page.
- La présentation des références doit suivre les conventions bibliographiques. Il est recommandé d'utiliser les modèles {{Ouvrage}}, {{Chapitre}}, {{Article}}, {{Lien web}} et/ou {{Bibliographie}}. Le mode d'édition visuel peut mettre en forme automatiquement les références.
- Insérer une infobox (cadre d'informations à droite) n'est pas obligatoire pour parachever la mise en page.

Pour une aide détaillée, merci de consulter Aide:Wikification.
Si vous pensez que ces points ont été résolus, vous pouvez retirer ce bandeau et améliorer la mise en forme d'un autre article.

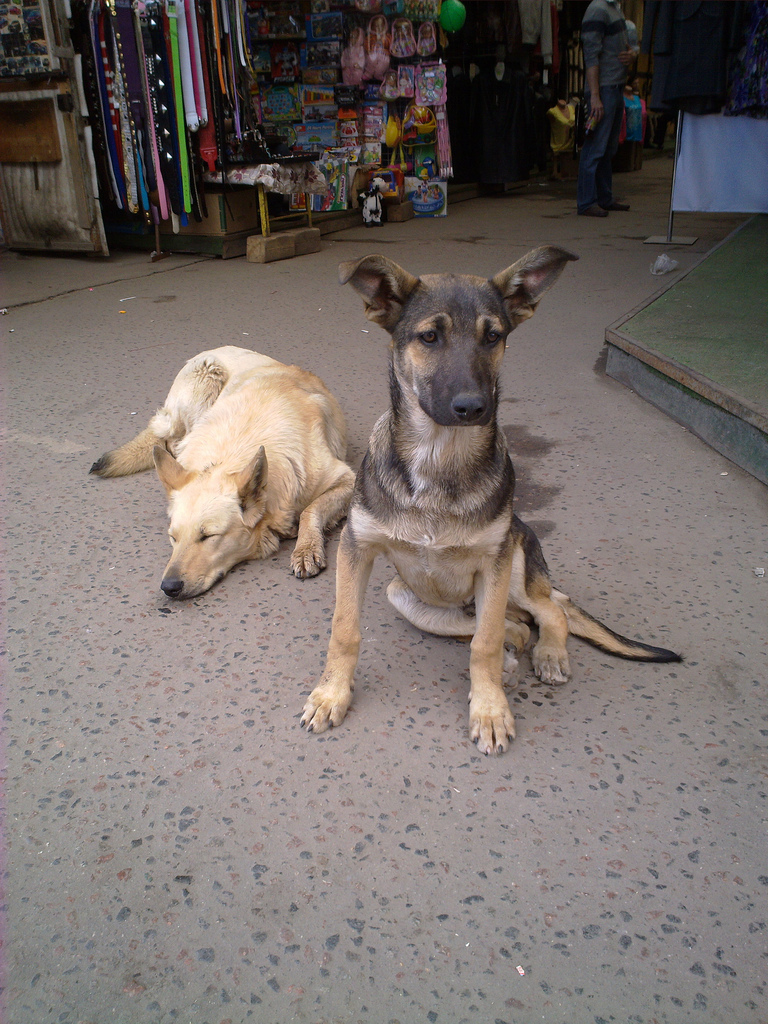
Chiens des rues en Russie

Un chien errant est un chien qui vit sans entrave ni domicile parce qu'il n'appartient à personne ou parce que le lien avec son maître est cassé, par fugue ou abandon ou parce que son maître est décédé. En Occident, le chien errant est en général rapidement sorti de son état de vagabond, soit par un humain de rencontre qui le recueille et l'adopte, soit par des spécialistes chargés de la capture des animaux errants et de leur prise en charge ultérieure, mais les chiens errants depuis un certain temps se sont habitués, autant que faire se peut, à leur nouvelle vie. Leur comportement à l'égard de l'homme dépend pour une part du degré de dépendance alimentaire et des relations qu'ils ont pu entretenir individuellement lors des dépôts de nourriture qu'ils fréquentent.

## Chiens fugueurs ou abandonnés
Les individus simplement égarés ou les chiens récemment abandonnés peuvent être en détresse ou bien sur la défensive. La peur peut les rendre dangereux et des professionnels sauront mieux ce qu'il convient de faire.
Aux États-Unis, les free ranging dogs, que l'on peut traduire par « chiens errant librement » ou les stray dogs, chiens vagabonds, sont des animaux ayant encore plus ou moins un foyer d'attache. Ils font ce que bon leur semble, mais peuvent encore se laisser approcher par l'homme.
D'autres chiens retournent à la vie sauvage, par marronnage, et n'ont plus besoin d'aide des humains pour survivre.

## Chiens semi-sauvages (chiens féraux)
Les chiens qui peuvent vivre sans dépendre étroitement de l'homme se rapprochent d'animaux sauvages dans leurs mœurs, et donc dans leurs réactions face à l'homme qui les croise.
Dans plusieurs régions du monde, des populations canines retournées depuis longtemps à l'état sauvage, ou qui n'ont jamais été vraiment domestiquées, constituent des groupes de chiens errants remontant à plusieurs siècles et assez homogènes pour être parfois élevés au rang de sous-espèce, tel le dingo ou le chien chanteur, au même titre que le chien domestique.
Même si ces populations présentent des caractéristiques identifiables, à l'échelle de l'évolution des espèces tous ces canidés se sont différenciés relativement récemment du Loup gris (Canis lupus), des croisements sont donc toujours possibles et parfois fréquents entre chiens, loups et même chacals ou coyotes.

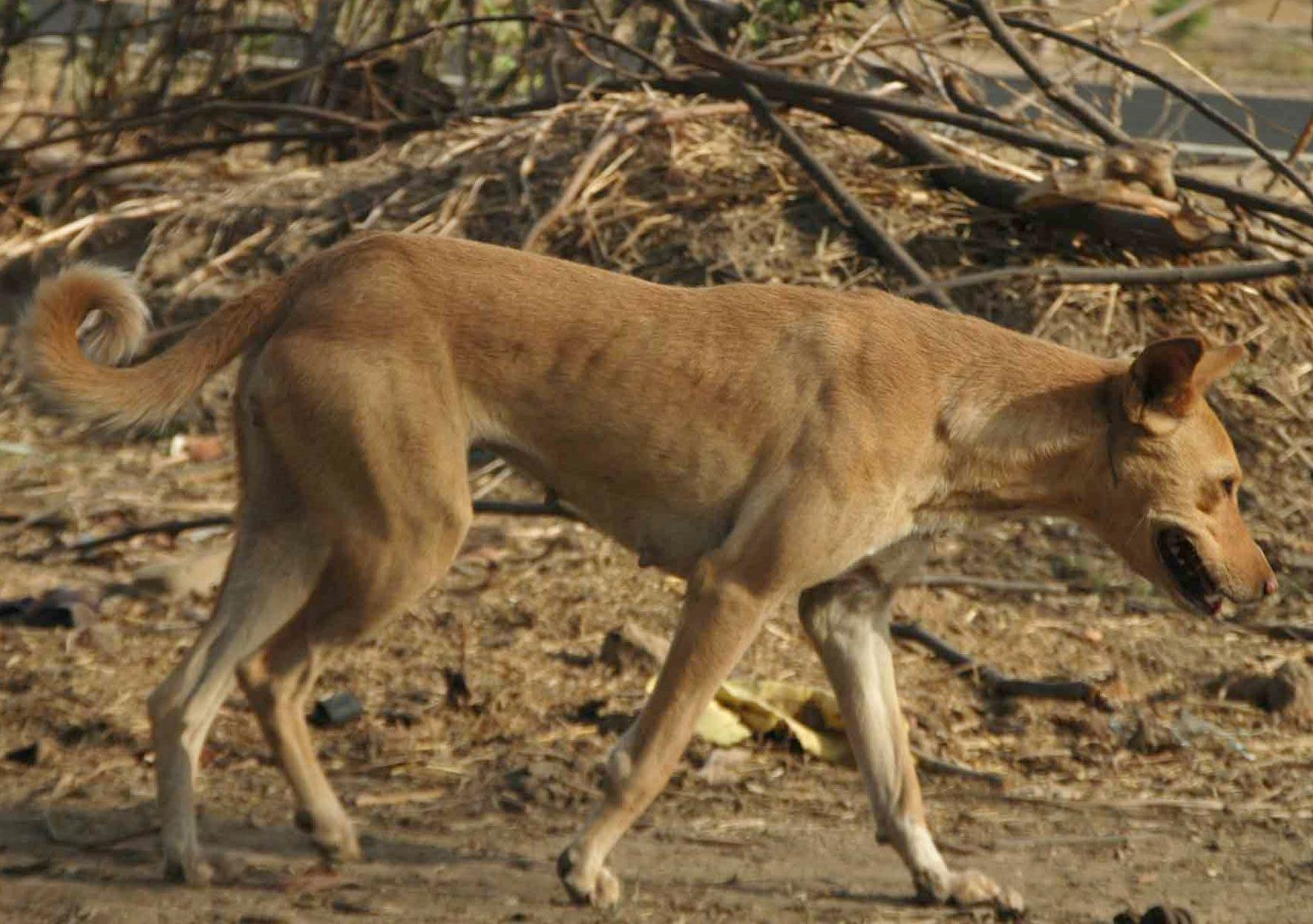
Chien paria en Inde
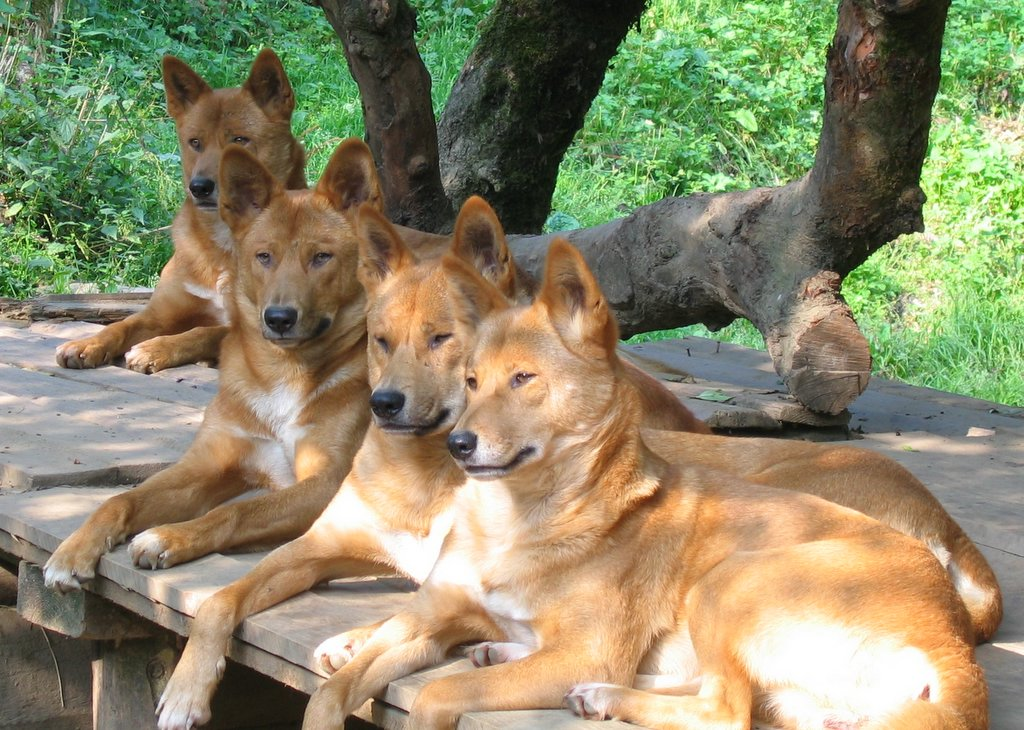
Dingo
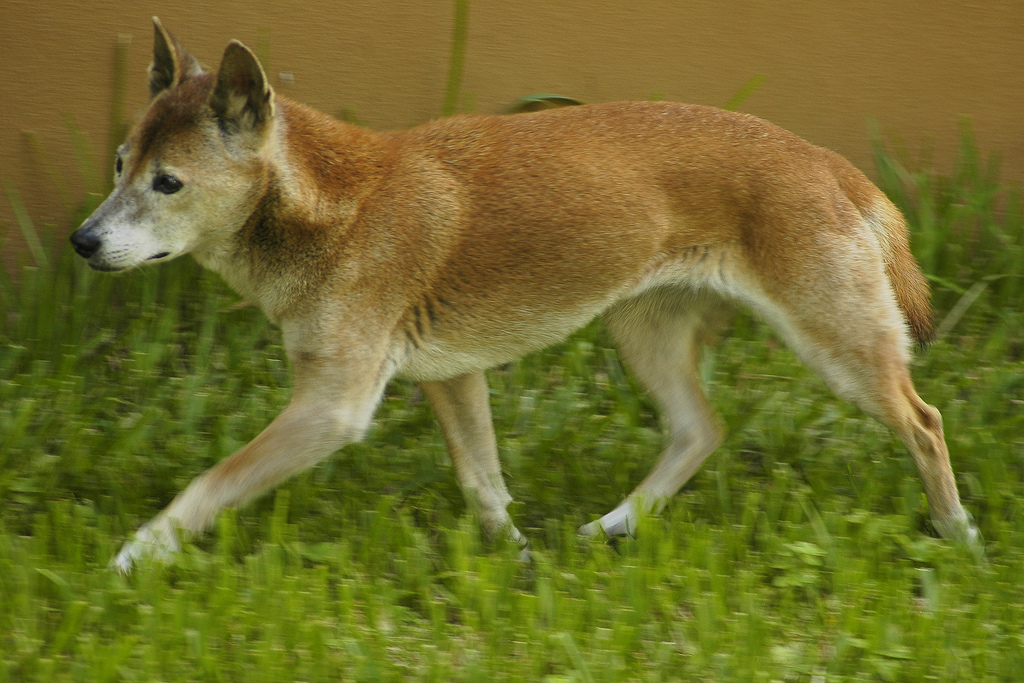
Chien chanteur

## Interaction écologique et condition sanitaire
Les chiens errants, non vaccinés et vivant dans des conditions sanitaires précaires, sont un réservoir et un propagateur de zoonoses, notamment la rage qu'ils peuvent transmettre à l'homme par morsure. Les chiens affamés n'hésitent pas non plus à s'attaquer en groupe aux troupeaux et même à des humains faibles et sans défense.
À l'inverse, ils rendent service dans les villes où le ramassage des ordures n'est pas organisé, en jouant le rôle d'éboueurs.

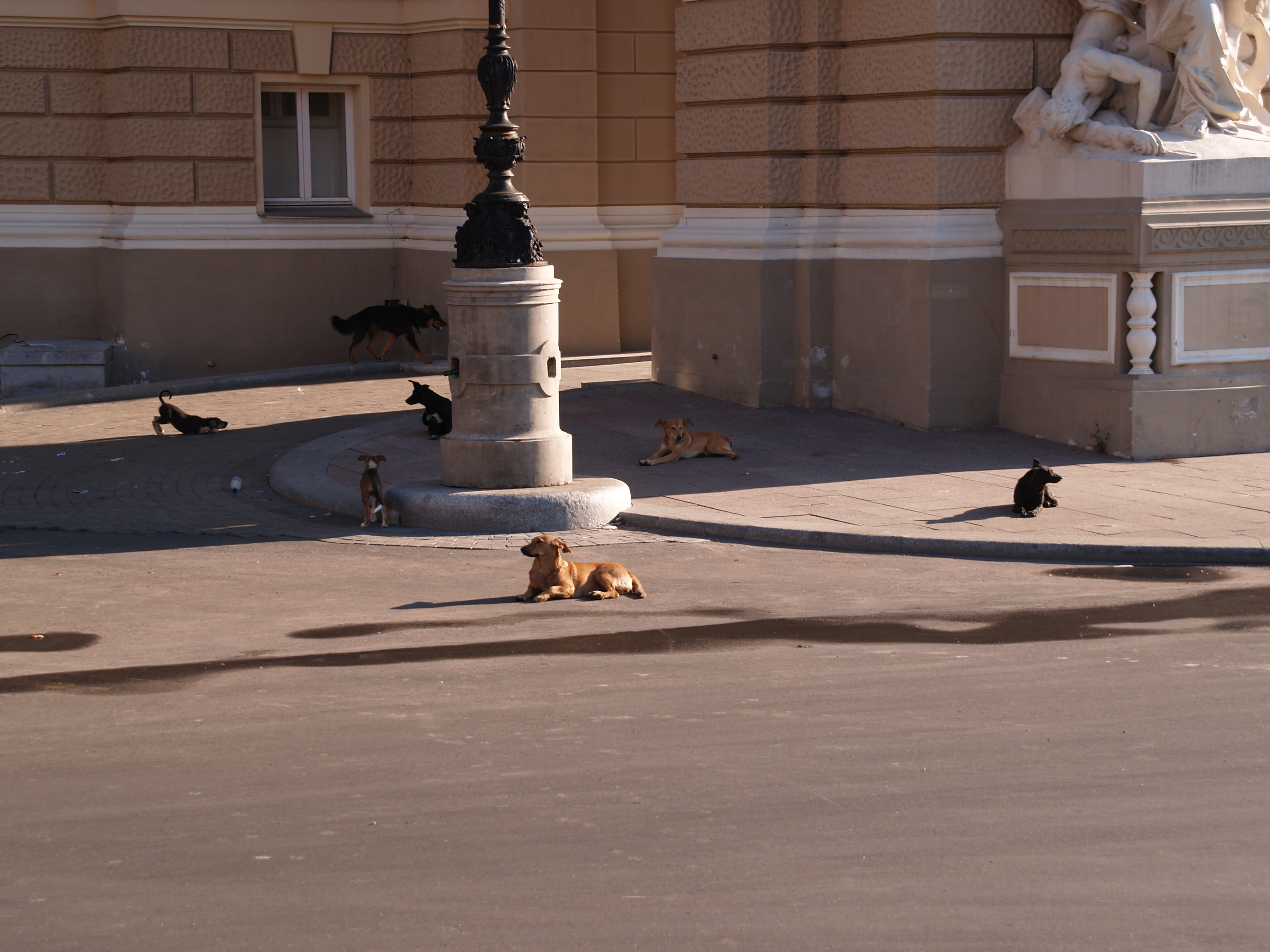
Chiens errants à Odessa (Ukraine)
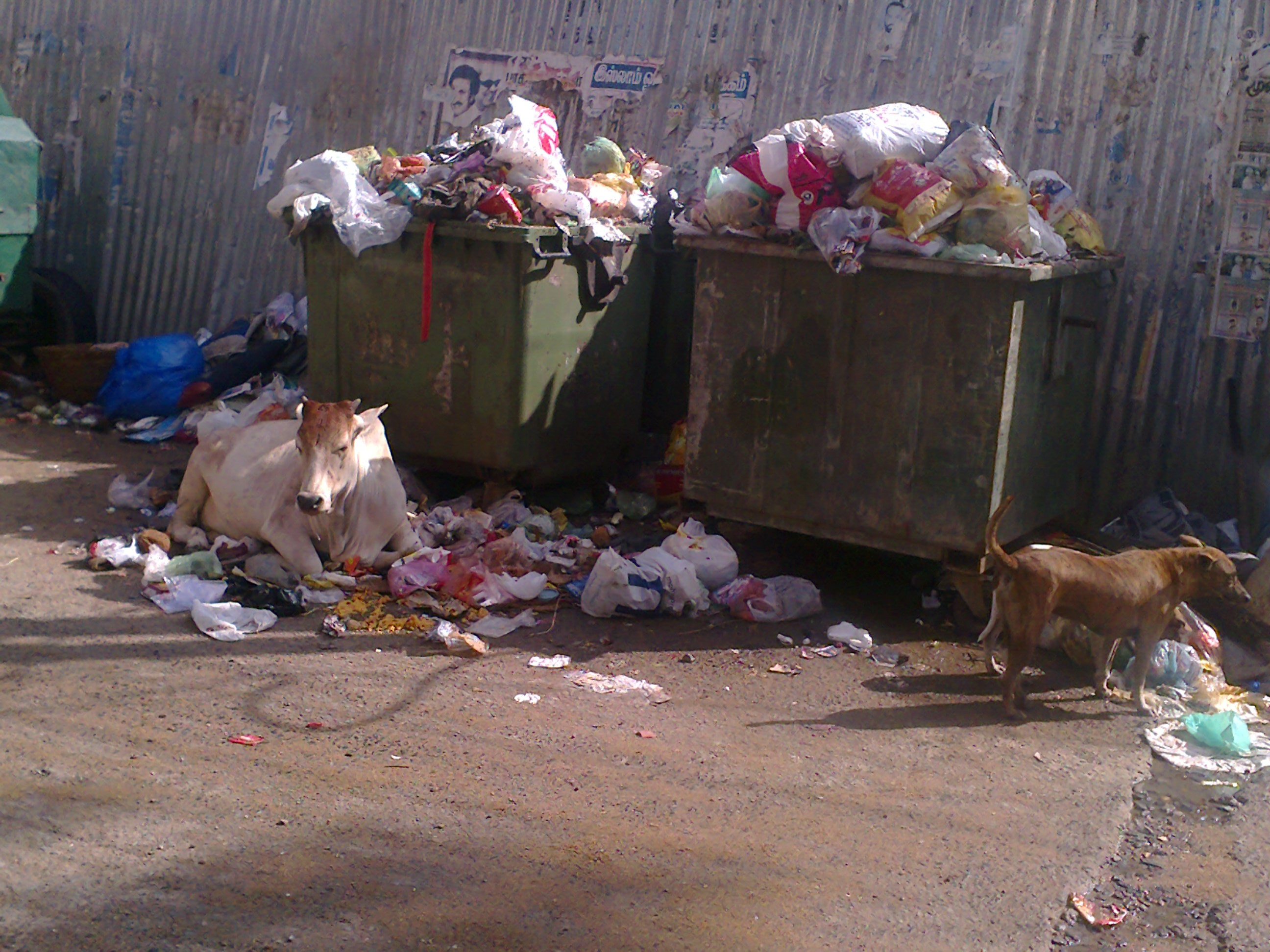
Chien éboueur en Inde
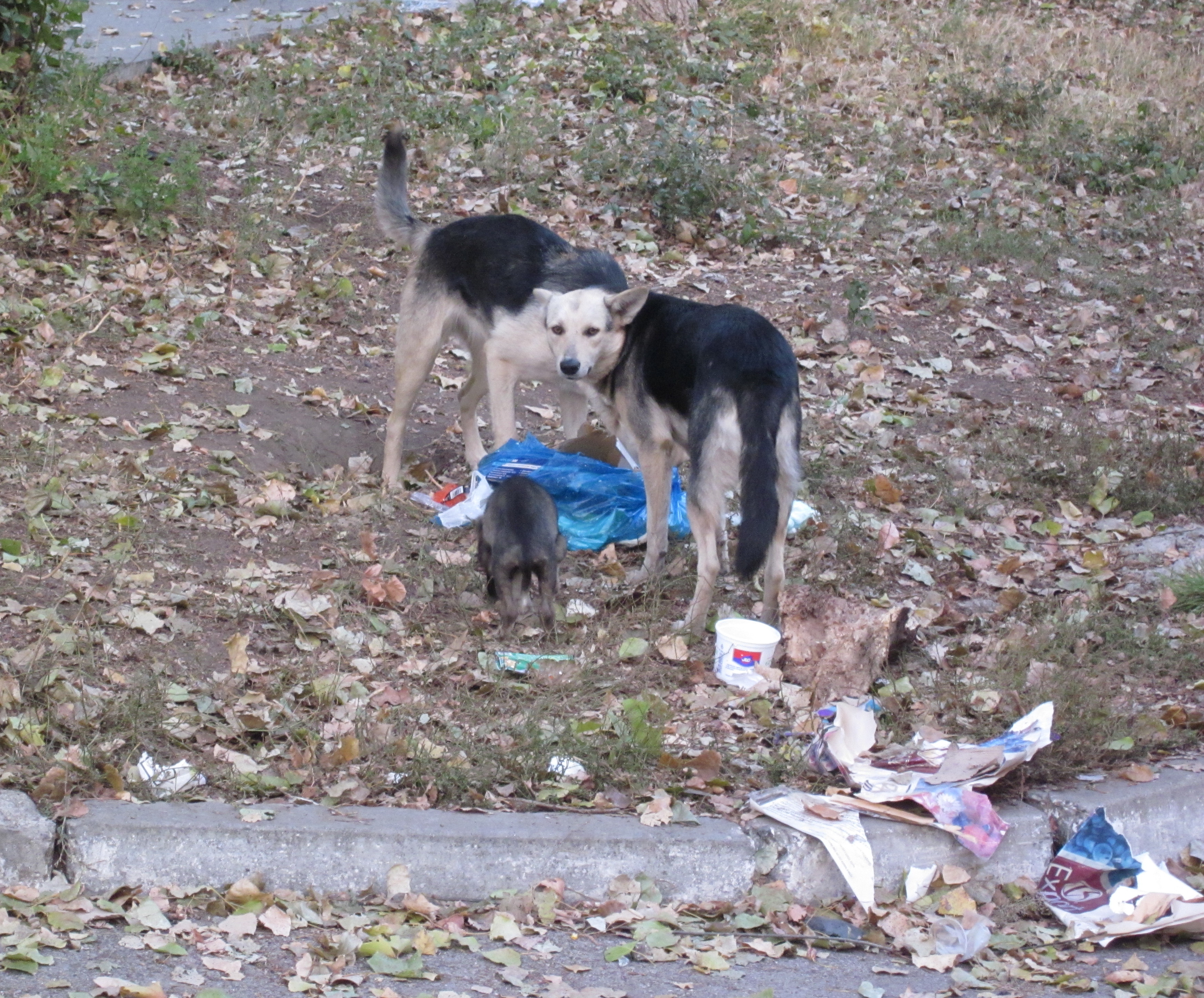
Pilleurs de sac-poubelle en Moldavie
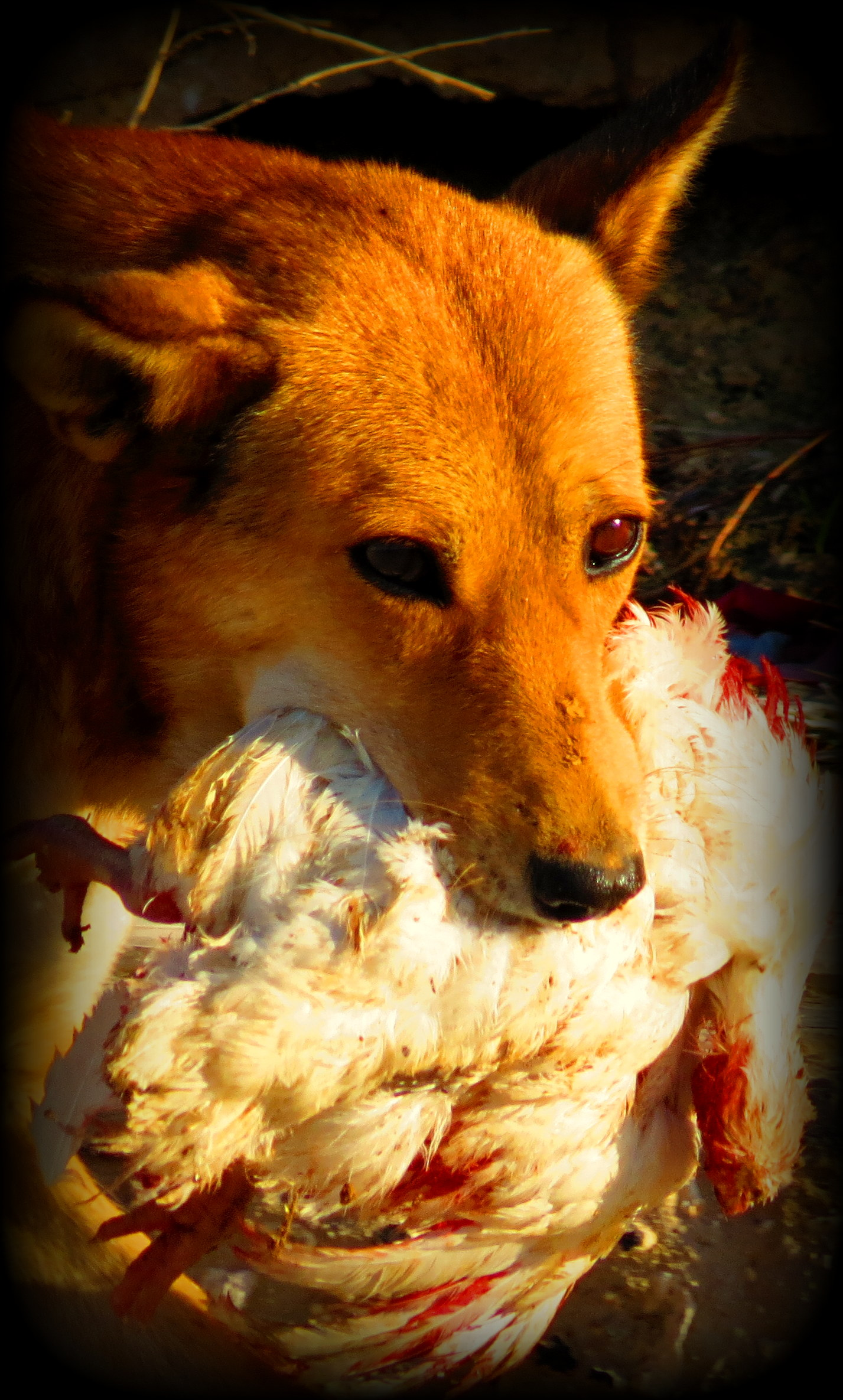
Voleur de volaille en Palestine
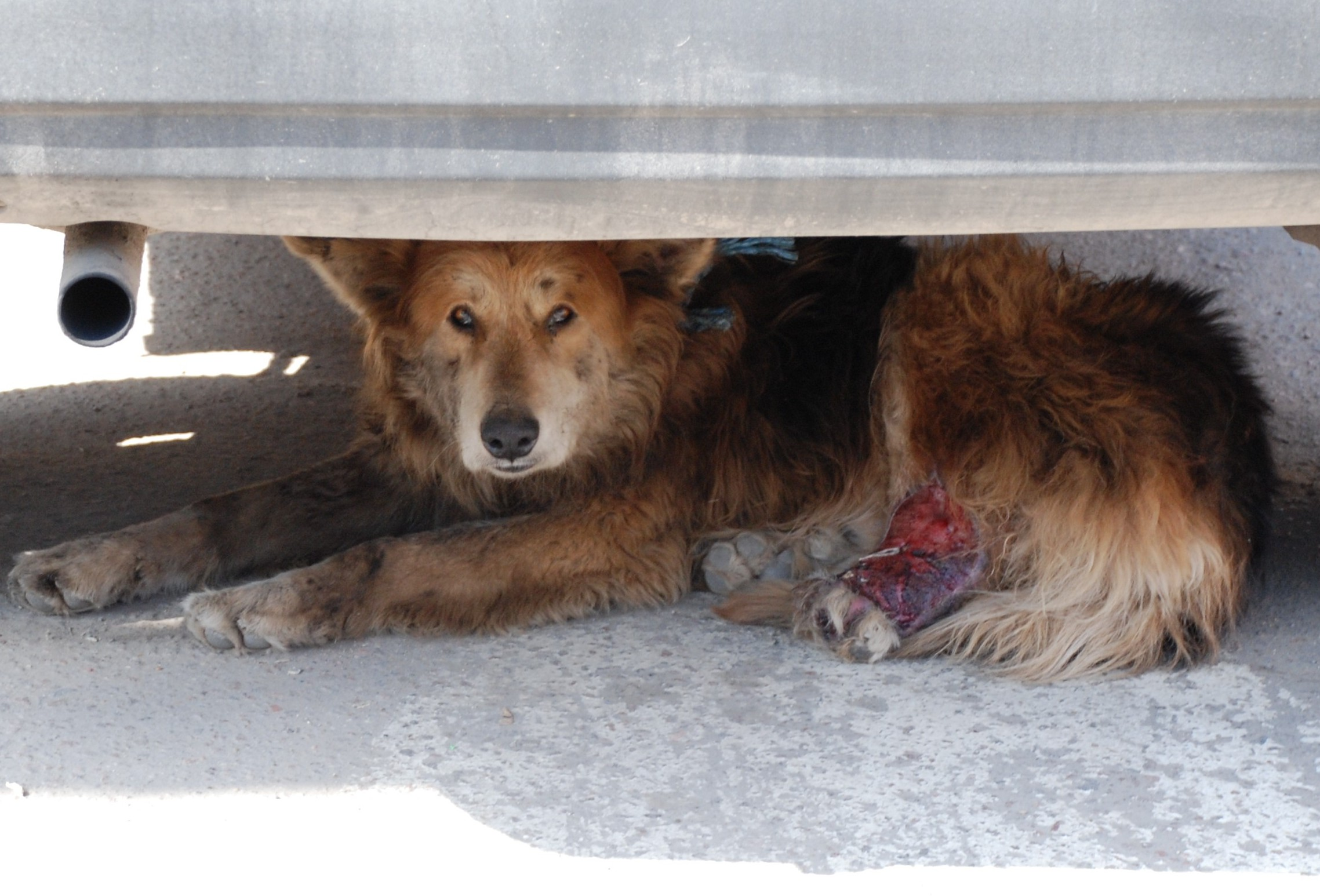
Chien errant blessé en Russie
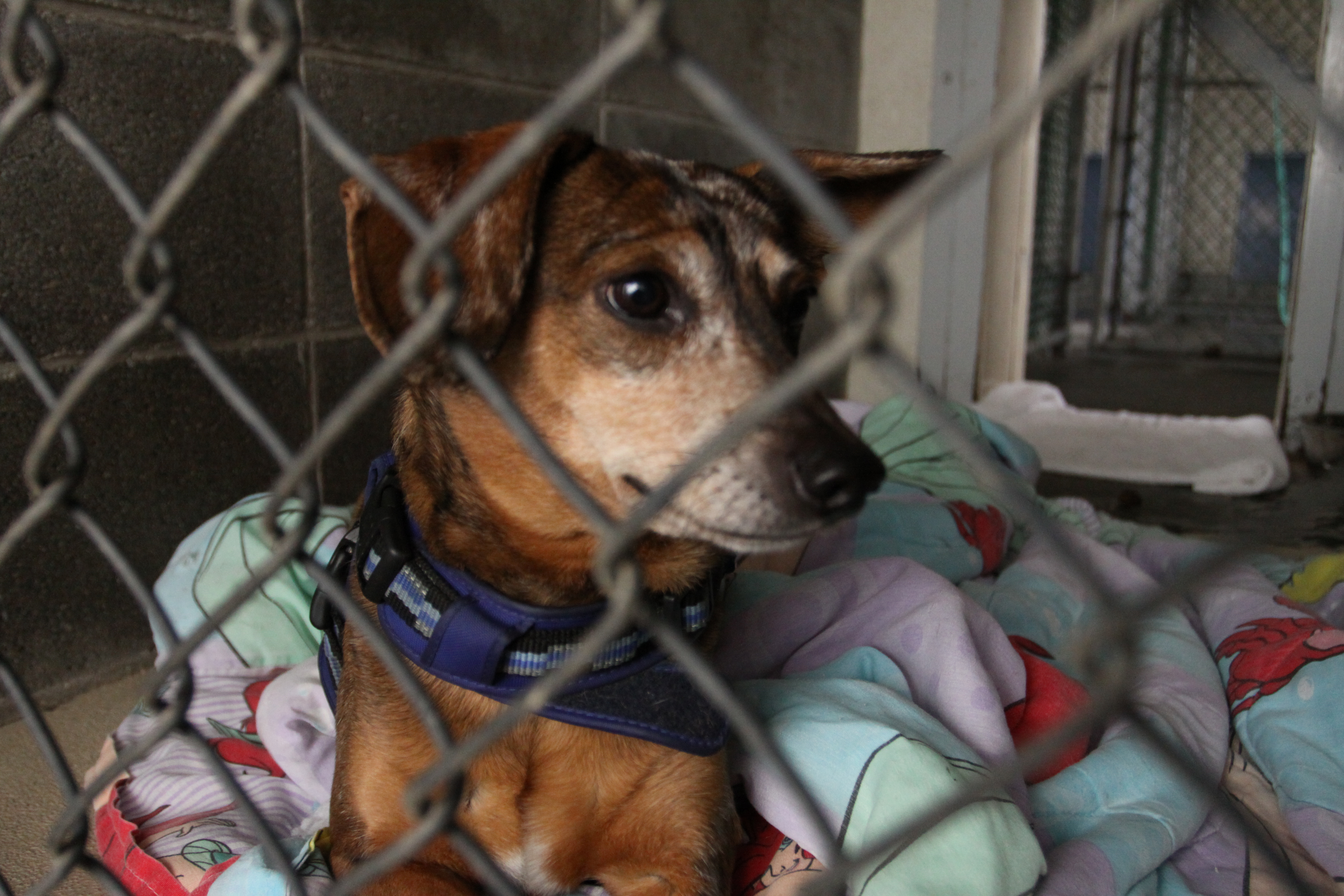
Chiot placé dans un service vétérinaire

## Contrôle des populations
À partir du milieu du XVIIIe siècle, de grands massacres de chiens errants sont organisés dans de nombreuses villes de France, d'Espagne ou à Mexico. Le XIXe siècle voit la naissance, dans des grandes villes comme Paris, Lyon ou New York, des fourrières, où sont acheminés et abattus les chiens ramassés dans les rues. À Constantinople, en 1910, ils sont raflés et abandonnés sur une île déserte de la mer de Marmara. Cette politique de canicide s'inscrit dans un contexte hygiéniste, notamment de lutte contre la rage,,,,.

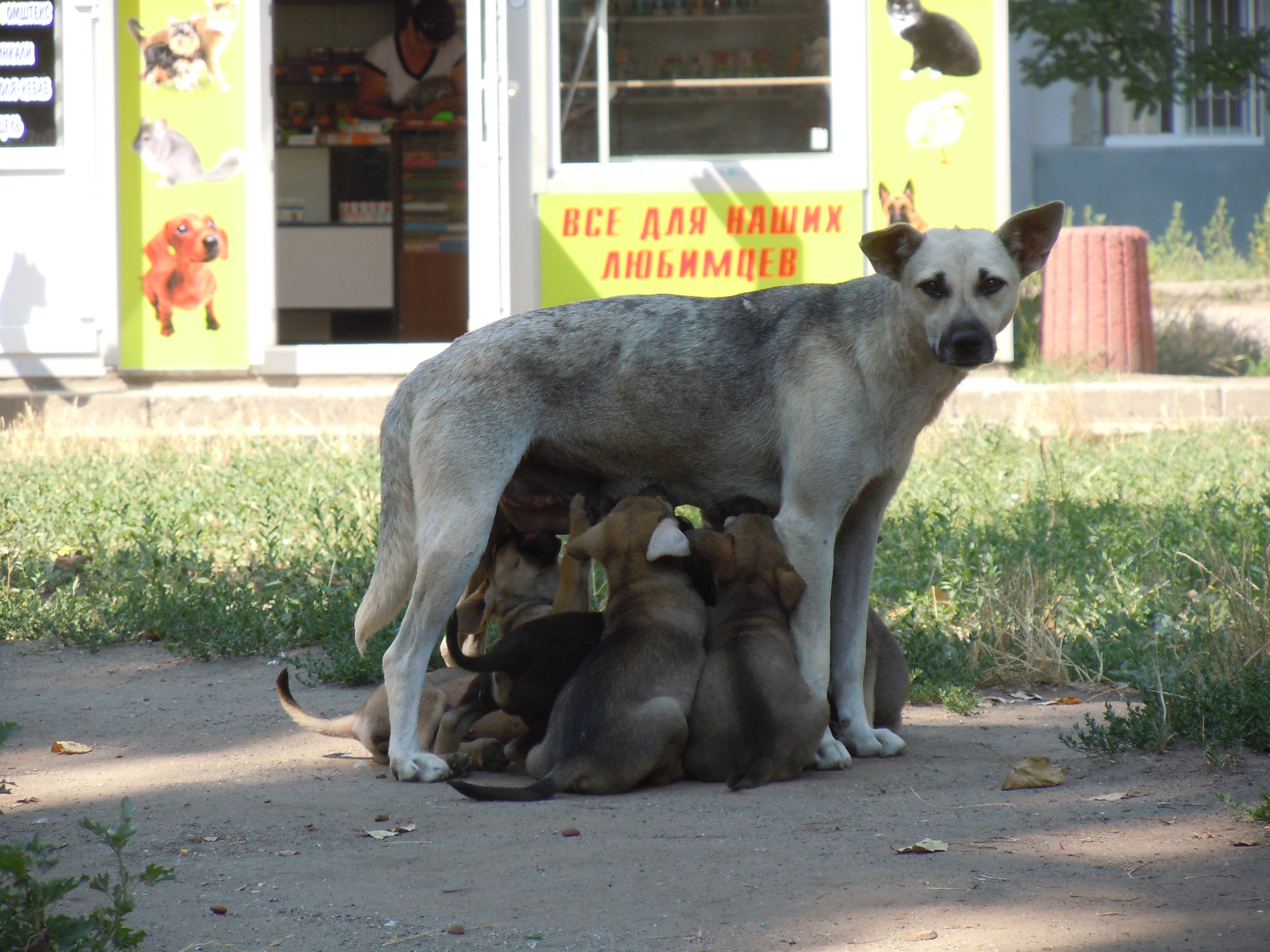
Chienne allaitant ses petits dans la rue, à Odessa
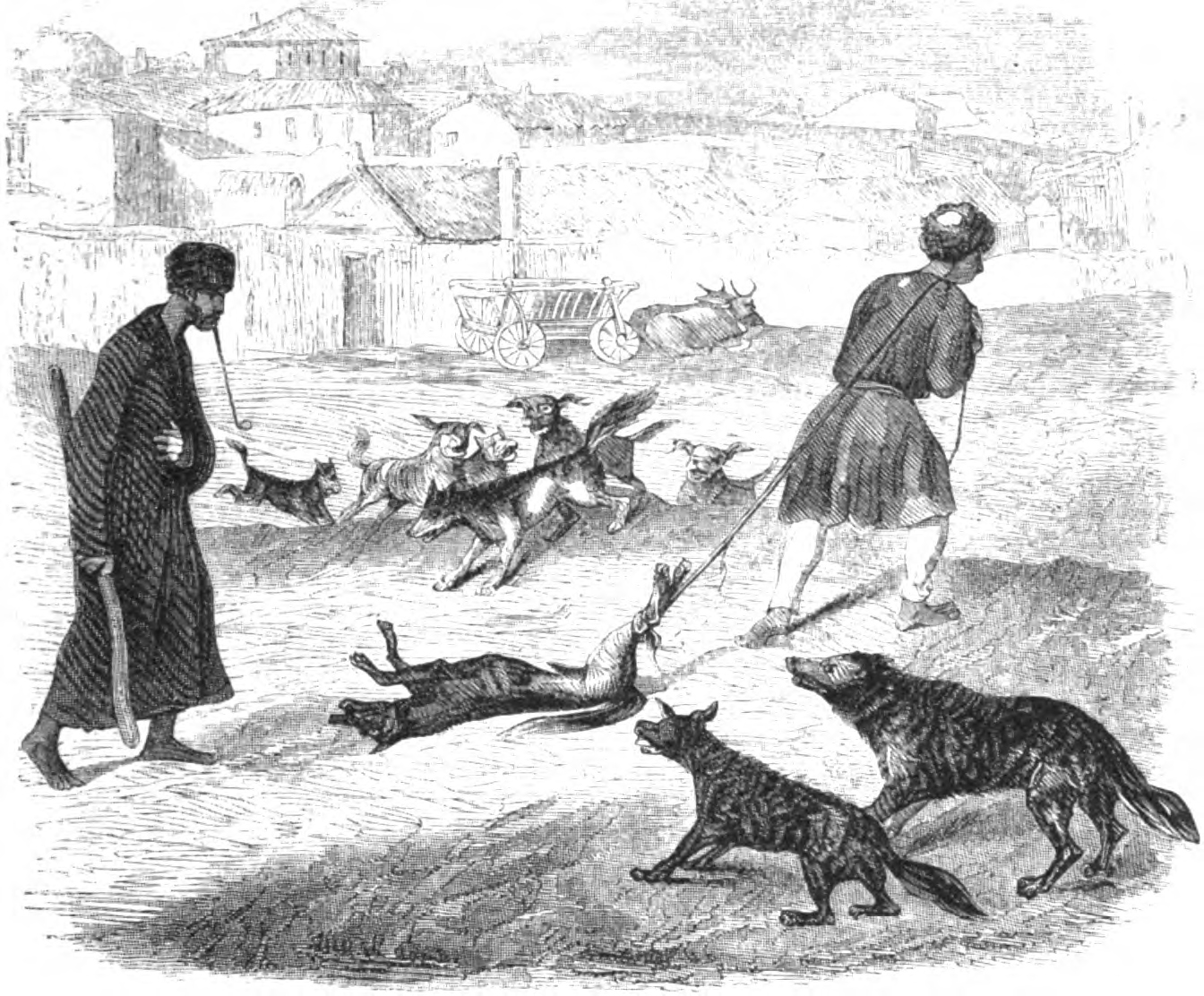
Gravure de 1854 montrant des chasseurs de chiens en Europe de l'Est.
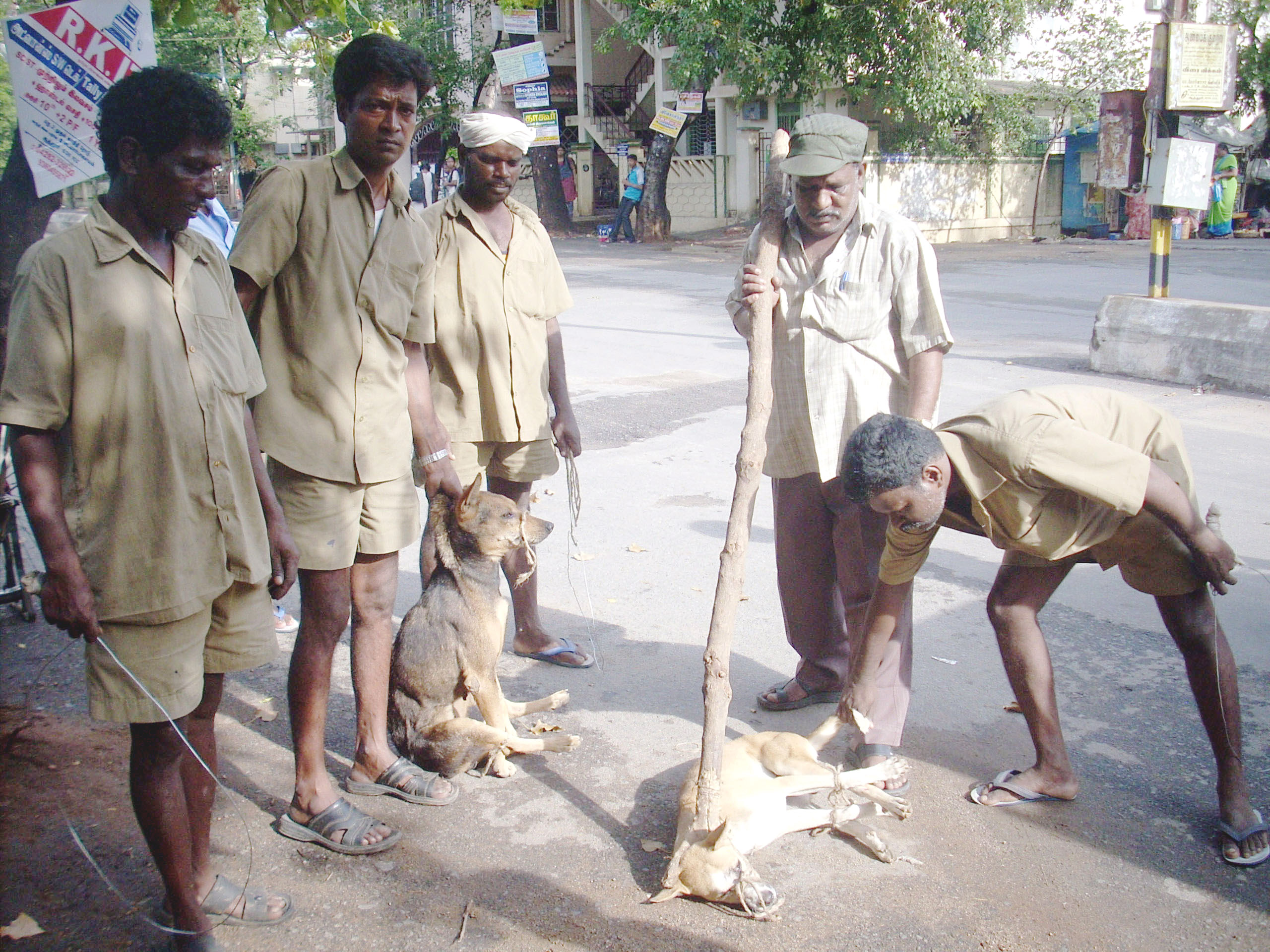
Capture de chiens par les employés d'état, 2009 en Inde
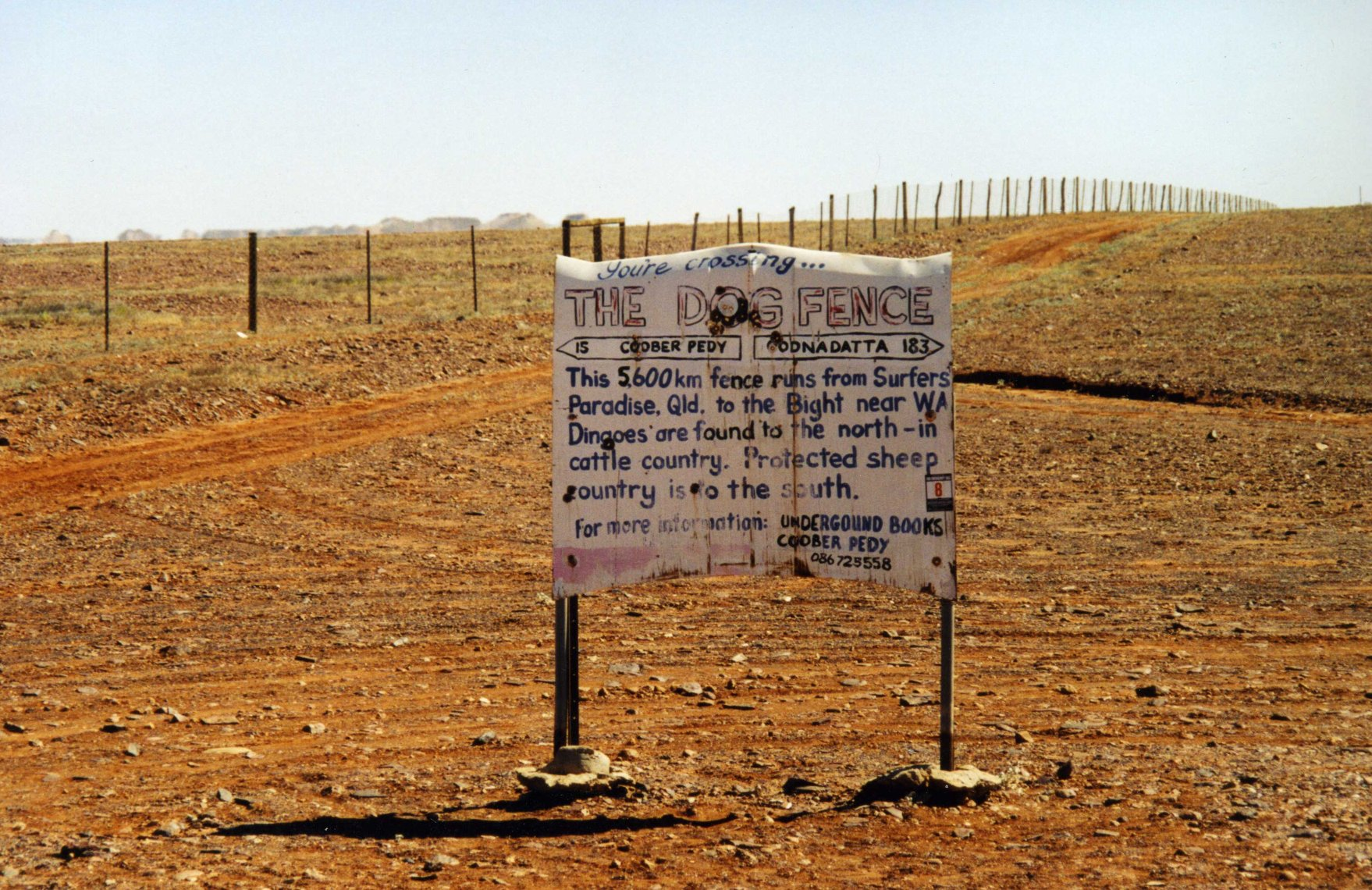
Barrière à dingos en Australie
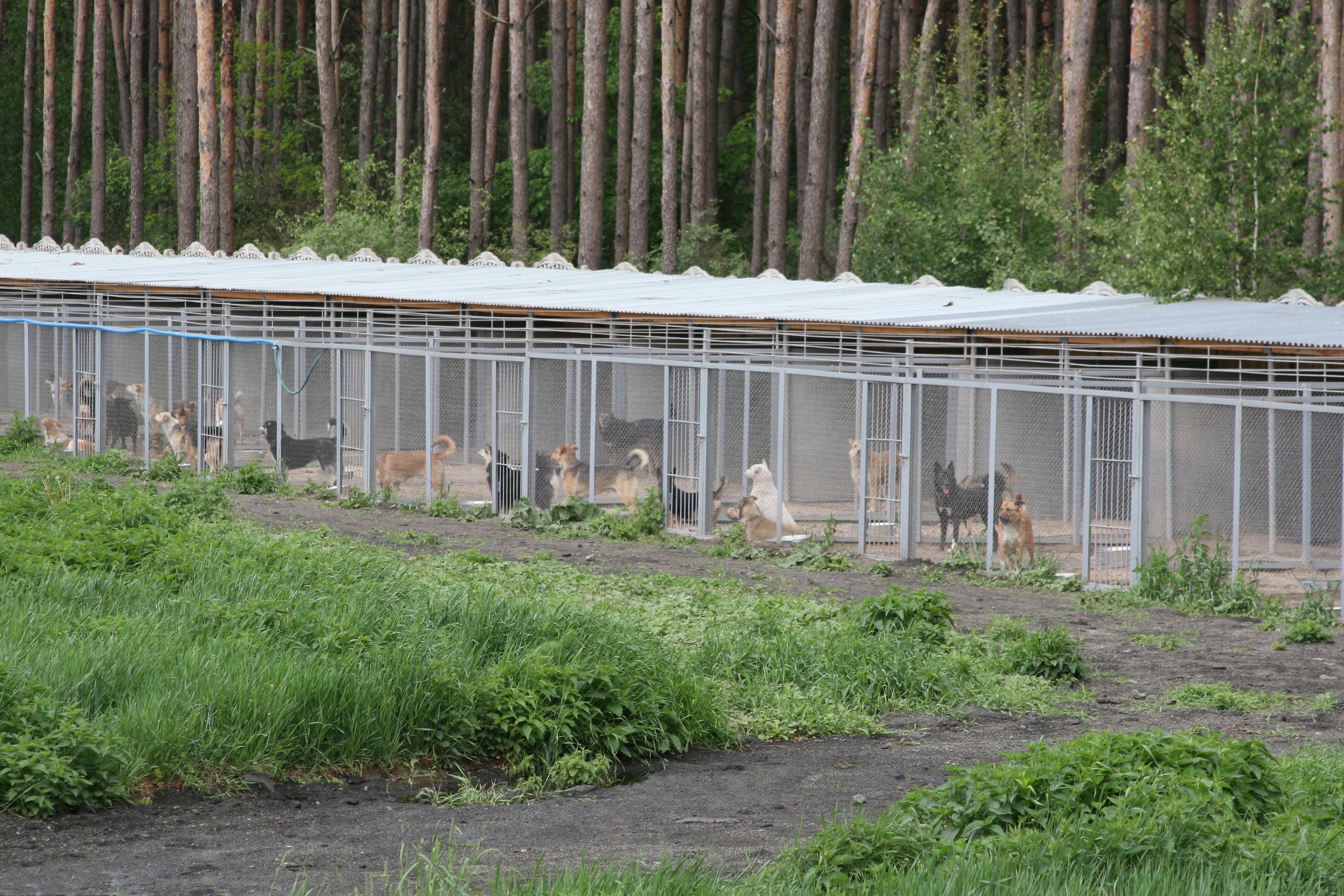
Refuge pour chiens

## Législation

### Loi française

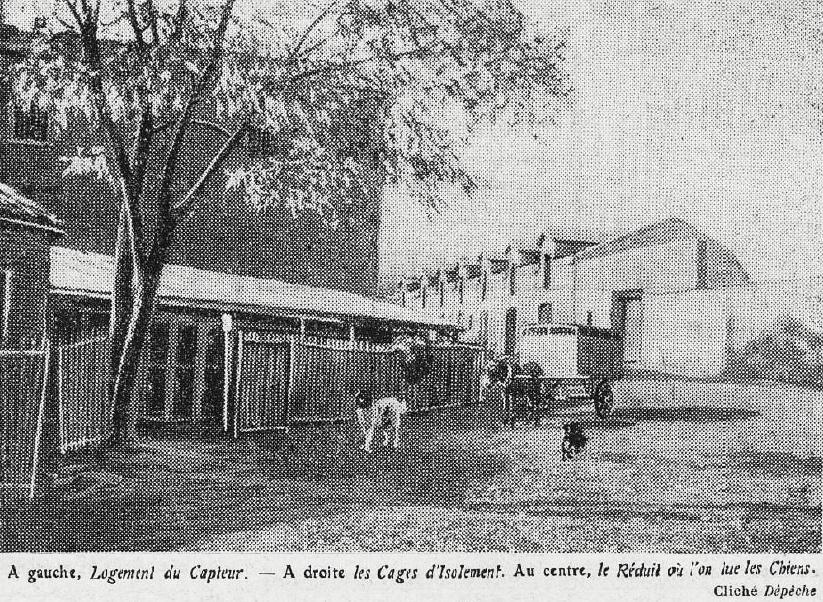
La fourrière municipale de Toulouse, en 1913

L’article L 211-23 du Code Rural énonce que : « Est considéré comme en état de divagation tout chien qui, en dehors d’une action de chasse ou de la garde ou de la protection du troupeau, n’est plus sous la surveillance effective de son maître, se trouve hors de portée de voix de celui-ci ou de tout instrument sonore permettant son rappel, ou qui est éloigné de son propriétaire ou de la personne qui en est responsable d’une distance dépassant cent mètres. Tout chien abandonné, livré à son seul instinct, est en état de divagation... ».
Il est donc interdit de laisser divaguer les chiens sur la voie publique même s'ils ont un maître ; un chien fugueur s'expose à être capturé et conduit à la fourrière par des représentants de l'ordre public.
Les chiens qui n'ont pas été réclamés à temps par un maître sont placés dans un refuge animalier. Ils finissent euthanasiés ou attendront, comme d'autres chiens des refuges suffisamment jeunes et en bonne santé, d'être peut-être enfin adoptés un jour.